# Iskăr (město)
Iskăr (bulharsky Искър) je město ležící v severním Bulharsku, v Dolnodunajské nížině na úpatí Předbalkánu.. Město je správním střediskem stejnojmenné obštiny a má přibližně 3 300 obyvatel. Protéká jím řeka Iskăr.

## Historie
Území současné obce bylo osídleno již od starověku. První důkazy o lidské přítomnosti pocházejí ze 4. až 3. tisíciletí před naším letopočtem, nicméně konkrétnější důkazy jsou až z doby římské nadvlády. Severně od města se nacházejí stopy starého římského osídlení, kde byly nalezeny pozdní římské mince ze 4. a 5. století, domácí potřeby a ozdoby. Osada měla spojení s velkým římským městem Oescus, o čemž svědčí římská silnice, která k němu vedla.
Podle legend místních obyvatel vzniklo dnešní sídlo na počátku 17. století. První osadníci přišli ze sousedních vesnic a usadili se asi ve 20 domech poblíž řeky. Vzhledem k malému počtu obyvatel byla osada nazývána Machalata  a později Gorum Mahala anebo Pisarevska Machala. V roce 1829 byla v domě Gorana Petrovského otevřena soukromá škola a v té se vyučovalo do stavby kostela v roce 1837. Kostel je zasvěcen svatému Demétreovi, podle Dimităra Konova, z jehož osobních prostředků byl postaven. Současně s kostelem byla v jihozápadní části hřbitova postavena klášterní škola. V roce 1872 zde Vasil Levski založil tajný revoluční výbor, ale záhy poté byli členové výboru zatčeni a odvezeni k soudu.
Po osvobození Bulharska byla v roce 1897 dokončena nová školní budova se 6 velkými a 2 malými místnostmi. Koncem roku 1924 rozhodla školní rada o modernizaci druhého patra ústřední školy. Původní škola byla začleněna do nižšího gymnázia a nazývala se Machlenská základní škola otce Paisije. Dekretem č. 291 z 30. července 1957 byla obec přejmenována na Pelovo  podle Pelo Pelovského, politika a člena ústředního výboru komunistické strany. Obec byla povýšena na město vyhláškou č. 1942 ze 17. září 1974. Vyhláškou č. 110 z 3. dubna 1998 byla přejmenována na současný název. 15. září 1999 byla otevřena nová školní budova.

## Obyvatelstvo
Ve městě žije 3 269 obyvatel a je zde trvale hlášeno 3 414 obyvatel. Podle sčítání 1. února 2011 bylo národnostní složení následující:
- Bulhaři: 3 039 (97.8 %)
- Romové: 28 (0.9 %)
- Turci: 5 (0.2 %)
- ostatní: 34 (1.1 %)